# Minden
För andra betydelser, se Minden (olika betydelser).
Minden är en stad i den tyska delstaten Nordrhein-Westfalen, och är belägen vid floden Weser där den flyter ut på nordtyska låglandet. Staden är belägen vid gränsen mot delstaten Niedersachsen, cirka 40 kilometer nordost om Bielefeld. Minden har cirka 80 000 invånare, på en yta av 101 kvadratkilometer, och ingår i Bielefelds storstadsområde.

## Historia
Den 1 april 1759 utkämpades slaget vid Minden här.
I närheten av Minden fanns under andra världskriget underjordiska fabriker insprängda i berget för tillverkning av krigsviktiga produkter som vapen och dylikt. Tillverkningen var i stor utsträckning beroende av tvångsrekryterad arbetskraft från koncentrationslägret Neuengamme sydost om Hamburg. Efter andra världskriget monterades alla maskiner ner av USA:s militärmyndigheter och ingångarna till tunnlarna spärrades.
Minden utsattes under krigsperioden för upprepade bombanfall från de allierade, som bland annat sprängde den nu återuppbyggda akvedukten i den ekonomiskt viktiga Mittellandkanal, som förbinder Elbe med Rhen.

## Idrott
- GWD Minden